# Podkova (film)
Podkova byl český němý film z roku 1913, který natočil ve společnosti ASUM jako komedii Max Urban na terase své vily v Praze u železničního mostu. Stejně jako většina filmů společnosti ASUM se ani tento film nedochoval. Námět na film napsala Urbanova manželka, herečka Andula Sedláčková, Urban film režíroval a stál za kamerou. Víme jen o jediném herci, který ve filmu vystupoval – byl to představitel titulní postavy smolaře Karel Váňa.

## Obsah
Groteskní příběh muže, který našel podkovu a ponechal si ji v domnění, že mu přinese štěstí. Opak se však stává pravdou a mládenec je pronásledován nehodami. Nakonec podkovu donese tam, kde ji sebral.